# Berg-Tulpe
Die Berg-Tulpe (Tulipa montana Lindl., Syn.: Tulipa wilsoniana Hoog) ist eine Pflanzenart aus der Gattung der Tulpen (Tulipa) innerhalb der Familie der Liliengewächse (Liliaceae). Sie wird als frühblühende Zierpflanze in Gärten kultiviert.

## Beschreibung

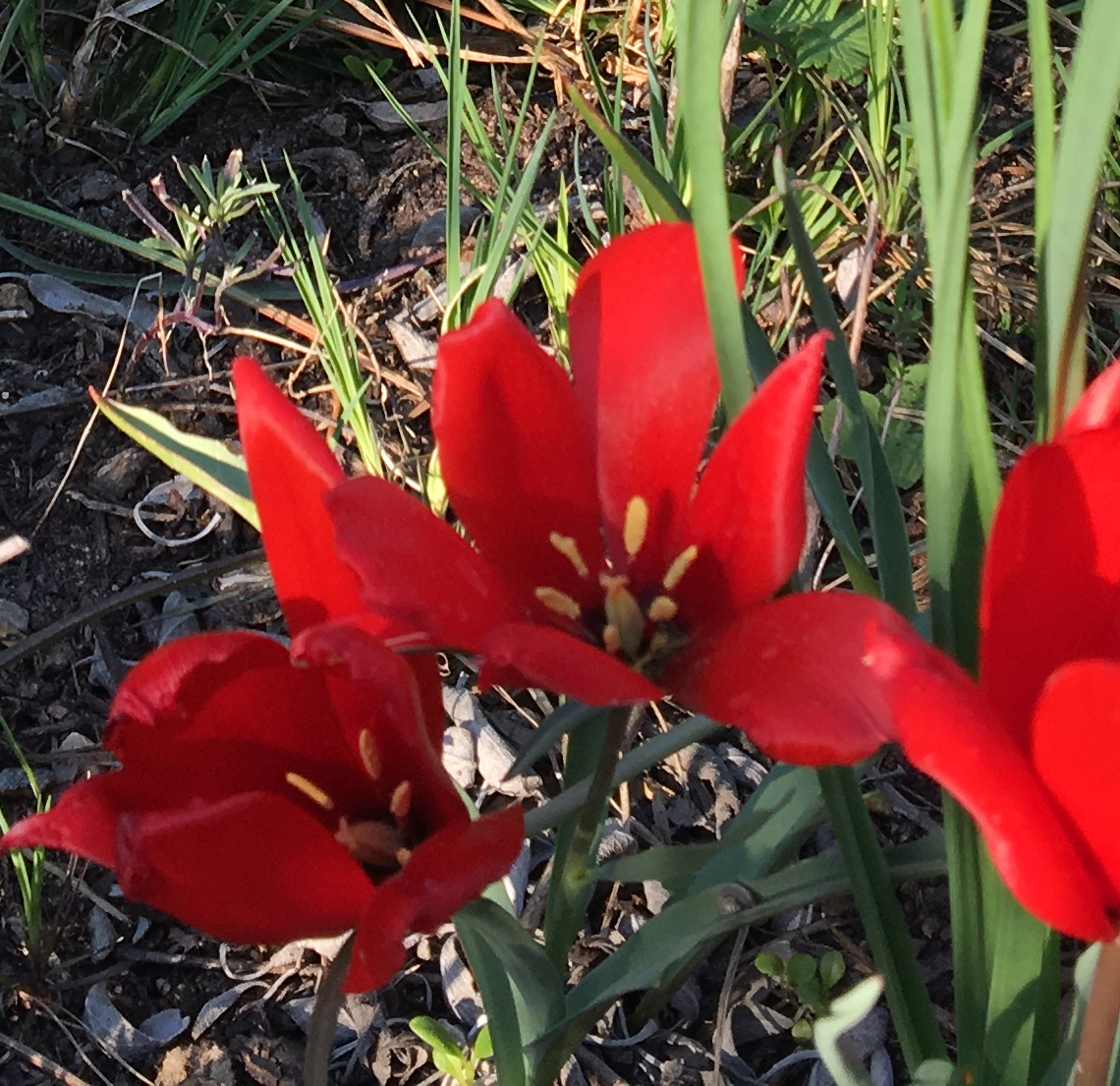
Blüten

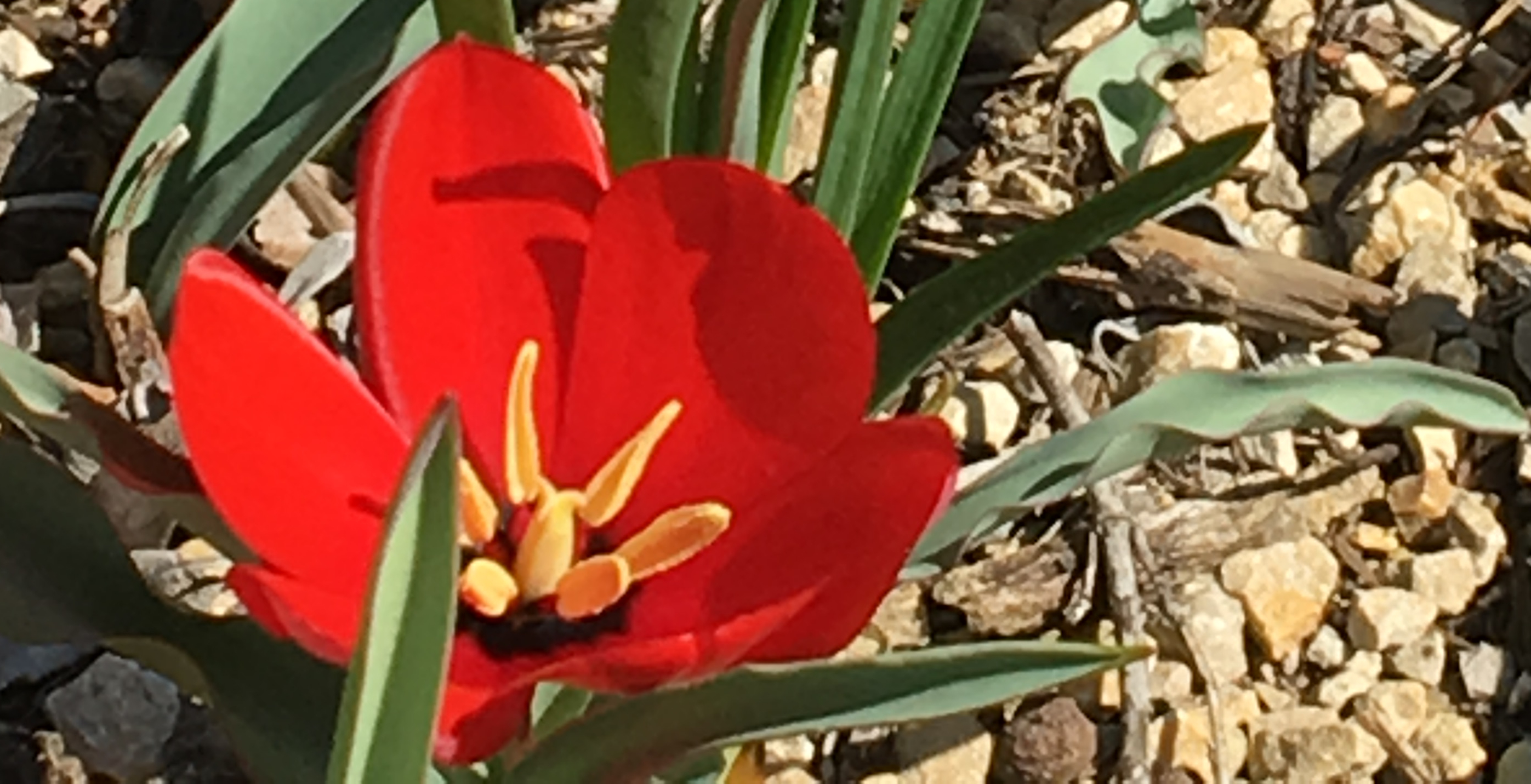
Blüte

### Vegetative Merkmale
Die Berg-Tulpe ist eine ausdauernde krautige Pflanze mit Wuchshöhen von 10 bis 25 Zentimetern. Dieser Geophyt bildet Zwiebeln als Überdauerungsorgane aus. Die Zwiebelhülle ist am oberen Ende dünn spinnwebig behaart. Die drei oder vier, selten bis zu fünf Laubblätter sind blau-grün, rinnig und wellig. Das unterste Laubblatt ist etwa 12 Zentimeter lang und 1,5 Zentimeter breit.

### Generative Merkmale
Die Blütezeit reicht von April bis Mai. Die Blüten stehen einzeln am Stängel. Die ovalen mit gerundetem oberen Ende Blütenhüllblätter sind leuchtend rot und haben am Grund einen kleinen schwarzen Basalfleck. Daneben gibt es eine gelb blühende Form mit schwarzbraunem Basalfleck.

### Chromosomensatz
Es liegt Diploidie mit einer Chromosomenzahl von 2n = 24 vor.

## Vorkommen
Das natürliche Verbreitungsgebiet der Berg-Tulpe liegt in den Bergregionen des südlichen Turkmenistan und erstreckt sich bis zum Elburs-Gebirge im Norden Irans.
Die Berg-Tulpe besiedelt sonnige Standorte in Höhenlagen von 1000 bis 2900 Metern.

## Systematik
Die Erstveröffentlichung von Tulipa montana erfolgte 1827 durch John Lindley in The Botanical register, Band 13, Beschreibung nach der Tafel 1106. Der artspezifische Namensteil montana bedeutet „auf Bergen heimisch“. Ein Synonym für Tulipa montana Lindl. ist Tulipa wilsoniana Hoog. Tulipa chrysantha (Regel) Boiss. ex Benth. und Tulipa montana var. chrysantha Regel sind Synonyme für die gelb blühende Form von Tulipa montana.
Phylogenetische Untersuchungen legen nahe, Tulipa montana in die  Untergattung Clusianae  einzuordnen, die gekennzeichnet ist durch Zwiebeln mit aus der Spitze herausragenden wolligen Haaren, kahle Staubblätter ohne Ausbuchtungen und durch ungestielte Narben. Tulipa montana ist somit eng verwandt mit Tulipa clusiana und Tulipa linifolia.

## Verwendung
Die Berg-Tulpe wird selten als Zierpflanze in Gärten kultiviert. Sie benötigt einen sonnigen Standort mit einem durchlässigen, sommertrockenen Boden und kommt gut in Steingärten zusammen mit niedrigen Gebirgspflanzen zur Geltung.